# Santino Marella
Anthony Carelli, meglio conosciuto con il ring name Santino Marella (Mississauga, 14 marzo 1974), è un wrestler, ex artista marziale misto e attore canadese di origini italiane.

## Carriera

### Gli esordi (2002–2005)
Anthony Carelli inizia la propria carriera da wrestler nel circuito indipendente canadese come "Johnny Geo Basco", debuttando con una vittoria per squalifica ai danni di Xhibit nel match d'apertura di uno show della Ring Wars a Orangeville, Ontario, svoltosi il 17 agosto 2002. Nella seconda metà del 2004 lotta in quattro match per la Battlarts in Giappone, sempre con il ring name Johnny Geo Basco. All'epoca combatte anche nelle arti marziali miste, e nel 2006 dichiara di avere un record di 6 vittorie e 1 sconfitta, sebbene soltanto un match sia effettivamente documentato.

### Ohio Valley Wrestling (2005–2007)
Nella primavera del 2005 Anthony Carelli firma un contratto di sviluppo con la World Wrestling Entertainment, venendo subito inviato nella Ohio Valley Wrestling.
Il sostituto di Cornette come booker della OVW fu Paul Heyman. Heyman diede a Carelli una nuova gimmick, quella di Boris Alexiev, uno shootfighter russo. Il debutto del wrestler con la nuova identità, avvenne il 15 aprile 2006, accompagnato dal manager Mr. Strongko. Iniziò a dare enfasi al suo stile di lotta utilizzando colpi stiff e specializzandosi nelle mosse di sottomissione.
Carelli firmò un contratto di sviluppo con la WWE l'11 agosto 2006. Il 24 gennaio 2007 vinse l'OVW Television Championship sconfiggendo Mike Kruel e Shawn Osbourne. Kruel riconquistò il titolo il 7 febbraio 2007, per poi perderlo nuovamente contro Carelli il 14 marzo 2007. Il secondo regno da campione di Carelli terminò il 17 marzo 2007, quando perse un match contro Shawn Spears.

### WWE (2007–2016)

#### Intercontinental Champion (2007–2008)
Carelli ha debuttato come Santino Marella (il nome è un omaggio all'Hall of Famer Robert "Gorilla Monsoon" Marella) il 16 aprile 2007 in una puntata di Raw svoltasi a Milano. Marella è stato scelto a "caso" come avversario di Umaga da Vince McMahon. L'allora sconosciuto Marella ha sconfitto Umaga con l'aiuto di Bobby Lashley per vincere l'Intercontinental Championship. Poco tempo dopo aver vinto il titolo intercontinentale, Marella ebbe una faida con Chris Masters, che riuscì a sconfiggere il 7 e 14 maggio a Raw, mantenendo il titolo. Nella puntata di Raw del 2 luglio, Marella perse il titolo contro Umaga, dopo averlo sconfitto a Vengeance: Night of Champions per squalifica.
In seguito iniziò una relazione (kayfabe), con la diva Maria. Durante un incontro della ragazza, Marella interferì per aiutarla a vincere. La settimana successiva, a causa di una distrazione, non riuscì ad impedire la sconfitta della sua protetta, avvenuta comunque in modo scorretto. Subito dopo, si lanciò in una filippica contro l'arbitro, accusandolo di non essere stato abbastanza attento sul finire del match. Fu l'inizio del suo turn heel, che proseguì nelle settimane successive, con un Marella divenuto possessivo nei confronti di Maria. Iniziò una sorta di rivalità con Ron Simmons, ma a causa di un infortunio del lottatore italiano il feud venne portato avanti solo sotto forma di segmenti di stampo umoristico.
Il 3 settembre 2007 Marella accompagnò Maria sul ring, ma venne attaccato da The Sandman dopo aver insultato il pubblico e lo stesso lottatore. Ciò segnò l'inizio di un feud che durò soltanto due settimane, interrotto in seguito al licenziamento di Sandman. Santino iniziò quindi un nuovo feud contro Steve Austin, portato avanti denigrando a più riprese il film The Condemned, di cui Austin è protagonista. I due si confrontarono quindi in un episodio di Raw. Dopo aver sconfitto Val Venis diede quindi vita ad un breve feud con Jerry Lawler per poi allearsi con Carlito, assieme al quale iniziò a lottare in tag team, con una certa regolarità.
Fu anche coinvolto in una storyline centrata sull'intenzione della sua fidanzata (keyfabe), Maria, di posare per la rivista Playboy. Geloso, dopo varie settimane i due si lasciarono, entrando in collisione e perfino affrontandosi in due occasioni. Partecipò a WrestleMania 24 accompagnando Beth Phoenix e Melina che affrontavano Maria e Ashley Massaro. Archiviato il feud con Maria, dopo qualche vittoria su altri Tag Team insieme a Carlito, i due ottennero un match valido per il WWE Tag Team Championship contro i campioni Hardcore Holly e Cody Rhodes, non riuscendo però nell'impresa. Santino diede quindi inizio ad una faida con "Rowdy" Roddy Piper, il quale intervenne nel match per il titolo di coppia costando la sconfitta a Marella e Carlito. Continuò ad affrontare Roddy Piper, arrivando a combatterlo anche al Jimmy Kimmel Live!. La settimana dopo, a SmackDown, affrontò Cousin Sal, che lo sconfisse con un roll-up grazie all'aiuto di Piper e Jimmy Kimmel.

#### Alleanza con Beth Phoenix (2008–2009)

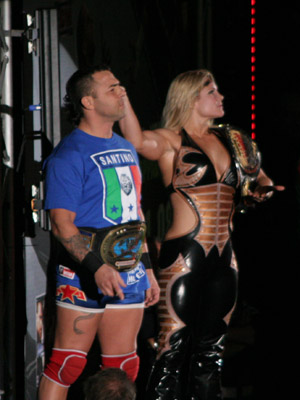
Santino Marella insieme a Beth Phoenix nel 2008

Intraprende poi una nuova relazione con Beth Phoenix nata in un modo molto bizzarro, infatti Beth in una puntata di Raw sfidò e sconfisse Santino in un match, la settimana successiva dopo che Marella perse contro D'Lo Brown, Beth salì sul ring e i due si scambiarono un bacio che lasciò entrambi perplessi. Nelle settimane successive i due continuarono ad alternare siparietti dove traspariva che era in realtà Beth a "portare i pantaloni" nella coppia, e match in cui aiutava Marella a vincere. Santino diede il nome alla coppia, "Glamarella", facendo il verso alla famosissima coppia "Brangelina".
Santino riconquistò l'Intercontinental Championship sconfiggendo il campione Kofi Kingston in un Intergender tag team match il 17 agosto 2008 nel corso del ppv SummerSlam 2008; nell'occasione lottò a fianco di Beth Phoenix, che a sua volta vinse il Women's Championship ai danni di Mickie James. Difese il titolo due settimane dopo contro lo stesso Kingston vincendo grazie all'aiuto di Beth.
Nelle settimane successive dichiarò di volere battere il record di The Honky Tonk Man, campione Intercontinentale per 64 settimane. Marella quindi creò l'Honk A Meter che di settimana in settimana veniva aggiornato con il tempo che lo separava dal battere il record di campione Intercontinentale più longevo della storia della WWE. Il 25 agosto batte Kofi Kingston a Raw. Nelle settimane seguenti sconfigge D-Lo Brown, Snitsky, Deuce e Jamie Noble, quest'ultimo in un match di coppia con Beth. Durante l'edizione Raw del 6 ottobre venne annunciato che all'evento Cyber Sunday il pubblico americano doveva scegliere l'avversario contro il quale Marella avrebbe difeso il suo titolo tra Honky Tonk Man, Rowdy Roddy Piper e Goldust, tre vecchie glorie che hanno conquistato l'Intercontinental Championship in passato. A Cyber Sunday conserva il titolo pur perdendo il match per squalifica contro Honky Tonk Man, scelto dai fan per disputare il match.

#### Santina Marella (2009–2010)
Nel corso dell'edizione di WWE Raw del 10 novembre 2008 svoltasi in Inghilterra perse l'Intercontinental Championship contro William Regal in pochi secondi. Nell'ultimo periodo del 2008 intraprese una faida con Goldust, proseguita più sul lato comico che sul ring.
Santino inoltre detiene, dal 26 gennaio 2009, il record di minor permanenza in una Royal Rumble con la durata di un secondo e nove centesimi, eliminato da Kane. Non riuscì a qualificarsi per il Money In The Bank a Wrestlemania XXV essendo stato sconfitto da Mark Henry in un match di qualificazione.
In alcuni episodi di Raw venne assalito dalle Divas mentre si trovava al fianco di Beth Phoenix. Santino, quindi dichiarò di volere far parte della 25 Divas Battle Royal a WrestleMania XXV per prendersi la sua rivincita e diventare "Miss WrestleMania".
Per dimostrare di potere parteciparvi lottò con una mano legata dietro la schiena contro Mickie James e la settimana successiva si esibì con un mankini (versione maschile del bikini) dinanzi a tutte le Divas della WWE. A WrestleMania Santino Marella, eliminando per ultime Beth Phoenix e Melina, vinse la 25 Divas Battle Royal sotto le mentite spoglie di sua sorella gemella "Santina" ed ha quindi conquistato il titolo di "Miss WrestleMania 2009". La sera successiva a Raw, sempre travestito da Santina, sconfisse Beth Phoenix. Santino cominciò quindi un feud con The Great Khali che aveva dichiarato di volere baciare Santina nella sua kiss cam. Beth Phoenix dopo essere stata sconfitta da Santina, per vendicarsi organizzò il tutto per Backlash, dove dopo aver sfidato Santina per il titolo di Miss WrestleMania ha insultato il gigante indiano che l'ha messa KO e Santina ha potuto così schienarla facilmente, dopo il match Santina è riuscita a scappare e a non baciare Khali. Nelle settimane successive tornando face ha poi insultato Vickie Guerrero e Chavo Guerrero paragonandoli a dei maiali. A Judgment Day ha interferito in un promo di The Miz ma è stato attaccato da quest'ultimo e da Chavo Guerrero con una Frog Splash. La sera successiva a Raw ha prima battuto Chavo come Santino e poi ha perso la corona di Miss WrestleMania da Vickie Guerrero a causa degli attacchi di Chavo e di William Regal. Ad Extreme Rules sconfigge Vickie Guerrero & Chavo Guerrero in un Hog Pen Match e riconquista la corona di Miss WrestleMania. Poche settimane dopo "Santina" viene licenziata dal nuovo padrone Raw Donald Trump.

#### Alleanza con Vladimir Kozlov (2010–2011)

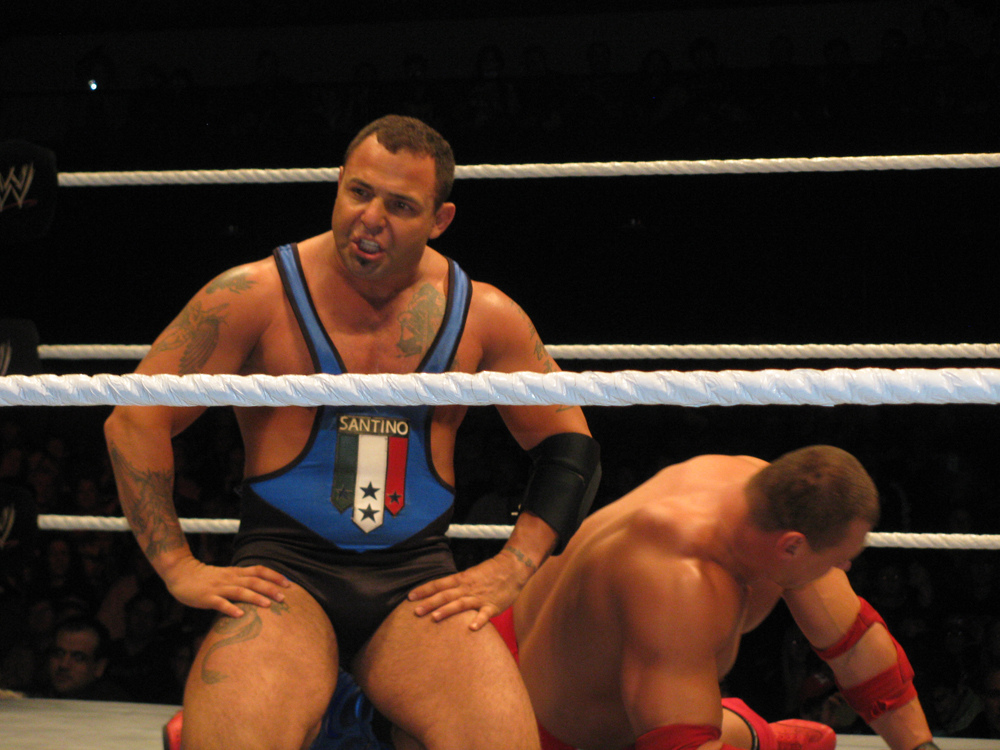
Santino Marella insieme a Vladimir Kozlov nel 2011

Nei mesi successivi è protagonista di segmenti comici con i vari ospiti speciali di Raw, combattendo prevalentemente a WWE Superstars. A Raw, insieme a Eve Torres, sconfigge William Regal e Maryse, e, grazie all'inaspettato aiuto di Vladimir Kozlov, forma con lui un tag team. Nella puntata di Raw del 19 luglio 2010, in coppia con Vladimir Kozlov, sconfigge William Regal e Zack Ryder. Nella puntata del 9 agosto 2010 è arbitro speciale in un Divas Summerslam Spectacular. Dopo il match Tamina dà al wrestler italiano una pacca sul sedere.
A WWE Night of the Champions 2010, in coppia con Vladimir Kozlov perde la possibilità di conquistare i titoli di coppia WWE perdendo un Turmoil match tra vari tag team.
Nell'edizione di Raw del 6 dicembre 2010 conquista i titoli di coppia sconfiggendo il Nexus, gli Usos, Mark Henry e Yoshi Tatsu. A TLC Santino e Kozlov sconfiggono Justin Gabriel e Heath Slater per squalifica conservando i titoli di coppia. A Raw del 20 dicembre 2010, in coppia con la fidanzata Tamina, sconfigge la coppia formata da Ted DiBiase e Maryse. Il 27 dicembre 2010, sempre a Raw, sconfigge Ted DiBiase.
Nella puntata di Raw del 17 gennaio 2011, Marella e Kozlov difendono nuovamente i titoli contro gli Usos.
Il 30 gennaio 2011, a Boston, il "Milan Miracle" prende parte alla Royal Rumble 2010, entrando nel match con il numero 37. Marella uscirà subito dal ring, passando però sotto la prima corda senza essere eliminato. Quando Alberto del Rio ha eliminato Wade Barrett e Randy Orton, vincendo apparentemente il match, Santino è tornato sul ring ed ha colpito il messicano con il Cobra. Il wrestler calabrese è stato però sorpreso, mentre buttava fuori il messicano con un Irish Whip, da una mossa di Del Rio, che, abbassandosi lo ha eliminato, vincendo definitivamente la contesa. Si tratta del miglior risultato per Marella nella rissa reale, ed il miglior risultato per un wrestler di origini italiane, nella stessa. Nella puntata di Raw successiva alla Rumble, Santino Marella & Vladimir Kozlov difendono con successo i WWE Tag Team Championship dall'assalto di Husky Harris e Michael McGillicutty ma a SmackDown! del 4 febbraio 2011, vengono sconfitti da Heath Slater e Justin Gabriel.
A SmackDown! del 18 febbraio 2011, Kozlov e Marella difendono i WWE Tag Team Championship dall'assalto di Slater e Gabriel ma per squalifica, poiché Wade Barrett aveva interrotto lo schienamento proprio di Santino Marella su Justin Gabriel. Alla Elimination Chamber 2011 Santino & Kozlov vengono sconfitti da Justin Gabriel & Heath Slater perdendo i titoli di coppia.
A Superstars del 20 maggio 2011, si riunisce con il suo partner Vladimir Kozlov per sconfiggere Zack Ryder e Curt Hawkins in un tag team match. Il 2 settembre 2011 Carelli viene coinvolto in un incidente andando a sbattere contro un furgoncino lesionandosi la spalla sinistra.

#### United States Champion (2011–2012)

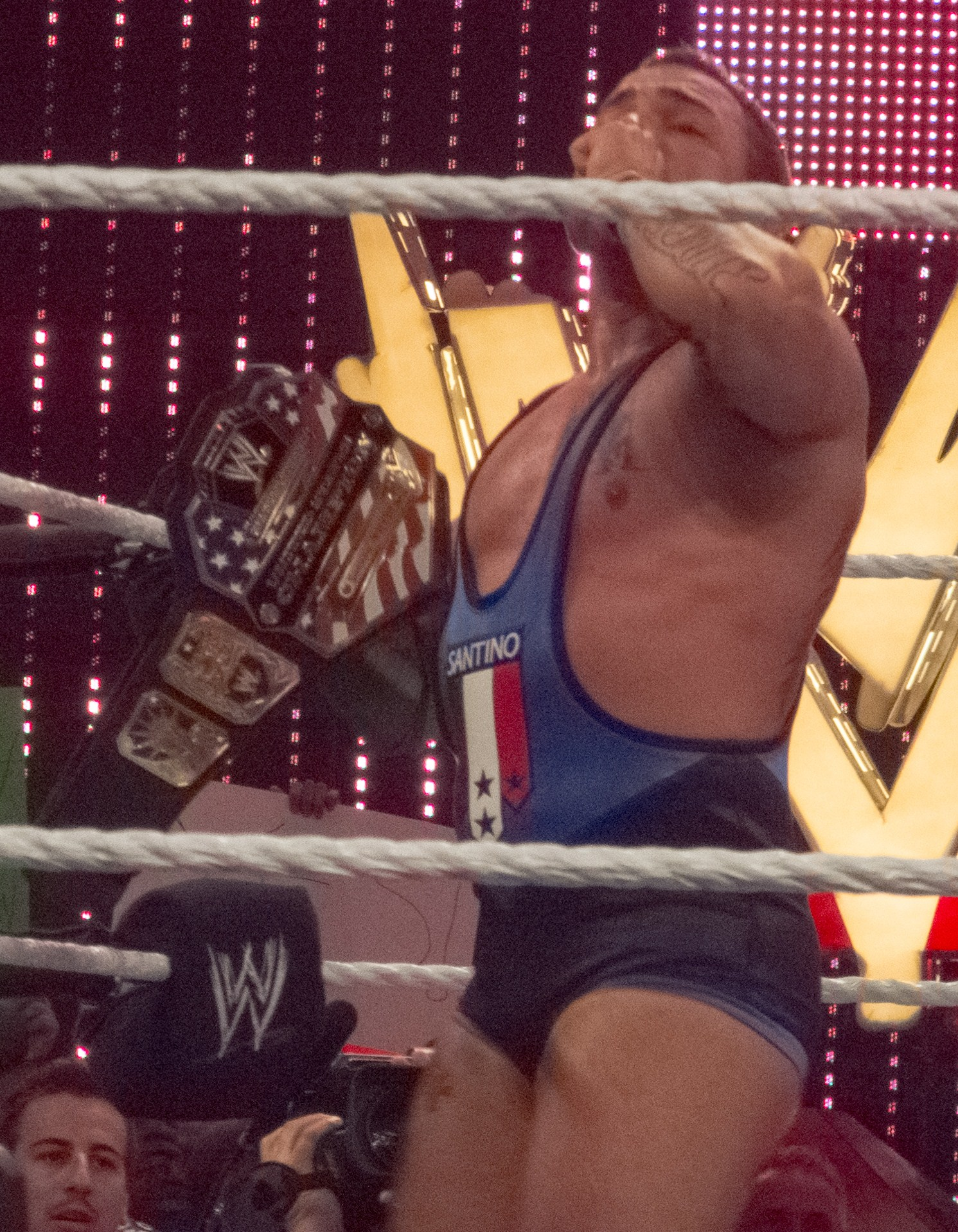
Santino Marella US Champion

Il 2012 inizia male per Marella, battuto a Raw il 2 gennaio 2012 da Wade Barrett. Tuttavia si riscatta tre giorni dopo a SmackDown, battendo Drew McIntyre, e diventando assistente di Teddy Long. La settimana seguente, fa eccezionalmente coppia con Sheamus, battendo il team heel formato da Jinder Mahal e Wade Barrett. Nell'edizione di SmackDown precedente alla Royal Rumble, Santino e Yoshi Tatsu perdono contro i campioni di coppia della WWE Epico & Primo. Santino partecipa anche alla Royal Rumble con il numero 7, ma non riesce a vincere e viene eliminato dopo circa 3 minuti. Nell'edizione di SmackDown del 3 febbraio 2012, fa coppia con l'Hall of Famer Jim Duggan perdendo di nuovo contro Epico & Primo.
Nella puntata di SmackDown andata in onda il 17 febbraio 2012 vince la battle royal, indetta da Theodore Long dopo il trauma cranico subito da Randy Orton nella precedente puntata di Raw (kayfabe), che gli consente di partecipare all'Elimination Chamber Match valevole per il World Heavyweight Championship al pay-per-view Elimination Chamber. Al suddetto evento, entra nella contensa con il numero quattro, e, dopo aver eliminato sia Cody Rhodes sia Wade Barrett, va molto vicino alla vittoria nel finale, ma alla fine perde il match per mano di Daniel Bryan, che lo sottomette con la LeBell Lock.
A Raw del 5 marzo 2012 conquista lo United States Championship ai danni di Jack Swagger, nonostante le continue interferenze di Dolph Ziggler, Vickie Guerrero, David Otunga e John Laurinaitis. Il 9 marzo 2012 difende con successo il titolo sconfiggendo Jack Swagger in uno steel cage match.
All'evento Over the Limit, assiste alla battle royal per decidere il contendente numero uno per il titolo Intercontinentale o degli Stati Uniti. Il rientrante Christian vince la designazione, mostrando di voler sfidare lo stesso Marella per il titolo degli Stati Uniti, ma nel backstage ascolta Cody Rhodes affermare, che se avesse scelto lui, lo avrebbe battuto. Christian quindi cambia idea, confermando il turn face e sfidando Rhodes al posto di Marella.

#### Varie faide e infortunio (2012–2013)
Nel PPV Money in the Bank non riesce a conquistare la title shot per il titolo mondiale, ma riesce comunque a distinguersi sul ring avendo diverse opportunità, ma venendo sempre interrotto. Durante la puntata di Raw del 13 agosto 2012 viene annunciato che Santino difenderà, a SummerSlam, il suo US Championship contro Antonio Cesaro. A SummerSlam viene sconfitto dall'avversario perdendo così il titolo, grazie ad una distrazione di Aksana, che con la sua sensualità, attrae il "cobra" di Santino, ai danni di quest'ultimo, venendo rinchiuso nella Gotch Style Neutralizer di Cesaro, subendo lo schienamento. Il 3 settembre 2012, non riesce a riconquistare il titolo US, poiché viene sconfitto ancora da Cesaro. A Night of Champions prende parte alla Battle Royal del Pre-Show, valida per lo status di primo sfidante allo United States Championship, ma viene eliminato dai Prime Time Players.
Nella prima puntata del nuovo show WWE Main Event del 3 ottobre 2012, insieme a Zack Ryder batte Justin Gabriel e Tyson Kidd avanzando nel torneo per decretare i nuovi pretendenti ai titoli di coppia. Vengono però eliminati l'8 ottobre 2012 a Raw, in semifinale, da Cody Rhodes e Damien Sandow. A Main Event viene sconfitto insieme a Ryder dai PTP. A Raw del 24 dicembre 2012, Santino fa coppia con Brodus Clay, International Airstrike e The Usos e sconfigge i 3MB, i Prime Time Players e Tensai. A Main Event del 26 dicembre 2012 partecipa ad una battle royal per decretare il primo contendente al titolo degli Stati Uniti dove elimina anche il suo compagno Zack Ryder venendo però eliminato per penultimo da Wade Barret. A Smackdown viene estratto a sorte per un match valevole per il World Heavyweight Championship ma si infortuna provando a imitare il Brogue Kick di Sheamus. Alla Royal Rumble entra con il numero 5, venendo eliminato da Cody Rhodes dopo essere stato colpito da Chris Jericho e Dolph Ziggler. Nella puntata di Raw del 4 febbraio 2013 perde contro Jack Swagger per sottomissione. A causa del match subisce un infortunio al collo che lo costringerà a subire un'operazione rimanendo fuori dal ring per un po' di tempo. Ritorna nella puntata Raw post Wrestlemania 29 e sconfigge i 3Mb assieme a Zack Ryder e R-Truth. A Main Event, partecipa ad una Battle Royal per il primo sfidante di Barrett per l'Intercontinental Championship, ma viene eliminato da Drew McIntyre.

#### Alleanza con Emma (2013–2014)
Santino ritorna nella puntata di Raw del 9 settembre 2013 accolto con gran calore dal suo pubblico canadese sconfiggendo Antonio Cesaro. A WWE NXT Santino fa coppia con Emma sconfiggendo Fandango e Summer Rae. Viene annunciato che Santino Marella e The Great Khali affronteranno Antonio Cesaro e Jack Swagger al pay per view Battleground. I due però vengono sconfitti dai Real Americans, Jack Swagger e Antonio Cesaro. Nella puntata Raw del 7 ottobre 2013 durante un rematch vengono nuovamente sconfitti dai Real Americans. A fine match Jack Swagger e Antonio Cesaro se la prendono con Hornswoggle tentando di eseguire la Cesaro swing, ma Santino colpisce quest'ultimo con il Cobra e The Great Khali spedisce fuori dal ring Jack Swagger. A WWE Raw del 21 ottobre 2013 svoltasi a Memphis entra vestito in onore di Elvis Presley assieme a The Great Khali ed Hornswoggle per sfidare Heath Slater (accompagnato da Drew McIntyre e Jinder Mahal). Santino riesce a sconfiggere Slater e a fine match prende il microfono dopo essere salito sul tavolo dei commentatori e dice che nell'arena esiste un solo re, ovvero Jerry "The King" Lawler e quest'ultimo lo ringrazia e i due si mettono a ballare una canzone di Elvis. A WWE Raw del 4 novembre 2013 è a bordo ring per assistere al match tra The Great Khali e Ryback venendo a fine match attaccato da quest'ultimo.
Il 3 febbraio 2014 invita Emma sul ring per una sfida di ballo con Summer Rae, iniziando così un feud con Fandango. Il 21 febbraio 2014 a SmackDown Emma batte Summer Rae nella sfida di ballo. Il 3 marzo 2014 a Raw Marella e Emma sconfiggono Fandango e Summer Rae. A WrestleMania XXX Marella partecipa alla André The Giant Memorial Battle Royal riuscendo a eliminare The Miz, ma non riesce a vincere la Battle Royal venendo eliminato da Alberto Del Rio. A Main Event del 17 giugno viene pesantemente sconfitto da Rusev in pochi secondi. Questo si rivela essere il suo ultimo match poiché il 6 luglio, durante l'house show della WWE tenutosi a Toronto, annuncia il suo ritiro dal wrestling lottato, a causa dei troppi infortuni subiti al collo. Tuttavia, dopo aver subito due interventi al collo dichiara di voler tornare a combattere nel giro di sei mesi.

#### Ultime apparizioni e rilascio (2014–2016)

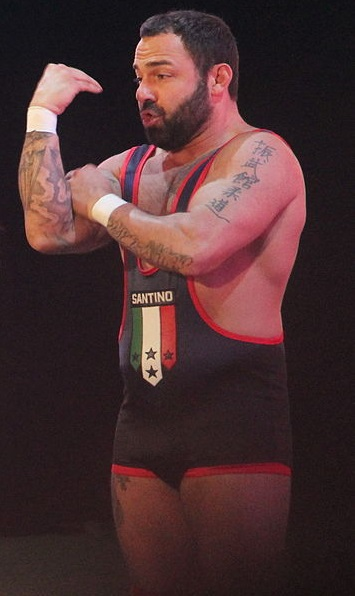
Santino nel 2014

A metà novembre del 2014 Santino Marella compie il suo ritorno in federazione svolgendo il ruolo di General Manager di una puntata di SmackDown. È presente nel sorteggio dei wrestler per la partecipazione alla Royal Rumble il 20 gennaio 2015 ed è anche ospite speciale dello show. Appare infine nella puntata di Raw dedicata agli Slammy Awards dove presenta le nomine per il momento più divertente dell'anno. In seguito dopo aver annunciato il vincitore, che si rivelerà essere R-Truth, ha un segmento divertente proprio col rapper di colore nel quale Santino lo distrae cercando di scappare con la statuetta in mano.
Santino Marella ritorna nella puntata di Raw del 21 dicembre 2015, alla consegna degli Slammy Awards. La notte seguente, nella puntata di SuperSmackDown, Marella affianca Neville e Titus O'Neil nel loro match contro Stardust e gli Ascension (Konnor e Viktor) dove sono i primi a trionfare.
Il 6 maggio 2016 viene rilasciato ufficialmente dalla WWE.

### Circuito indipendente (2016–2019)
Il 17 giugno 2017 Marella ha annunciato che avrebbe preso parte ad un ultimo match per la Destiny World Wrestling, ovvero un Tag Team match tra lui e Alberto El Patrón contro RJ City e Stone Rockwell, che si è svolto il 27 agosto. A seguito di alcuni problemi legali, il posto di El Patrón è stato preso da Chavo Guerrero Jr. Al termine dell'incontro, Marella ha annunciato il suo ritiro definitivo dal mondo del wrestling. Il 5 novembre 2017 Marella è apparso durante l'evento Bound of Glory dell'Impact Wrestling.
Santino Marella torna a lottare nel circuito indipendente il 16 marzo 2019 combattendo contro "El Paparazzi", dove riesce a tirare fuori un'altra volta il suo cobra e vincere l'incontro.

### Apparizioni sporadiche in WWE (2019–2020)
Santino è apparso nella puntata speciale di Raw Reunion del 22 luglio 2019 dove ha avuto un piccolo siparietto con Kelly Kelly, venendo poi sorpreso alle spalle da Drew McIntyre.
Santino ha fatto il suo ritorno in WWE il 26 gennaio 2020 durante il Royal Rumble match femminile, entrando col numero 29 come Santina Marella e auto-eliminandosi dopo un minuto dopo essere stato intimorito da Beth Phoenix e Natalya.

### Impact Wrestling / Total Nonstop Action Wrestling (2017–presente)
Il 5 novembre 2017, Carelli apparve tra il pubblico al PPV Bound for Glory della Total Nonstop Action Wrestling. Continuando a collaborare con la Total Nonstop Action Wrestling, co-presenta il programma Behind the Lights su Twitch. Il 23 gennaio 2018 appare nella Impact Wrestling durante uno show televisivo, nell'angolo di Dustin Quicksilver (in rappresentanza della Battle Arts Academy). Quicksilver perde contro Austin Aries dopo che Carelli gettò la spugna sul ring. A causa dell'episodio ebbe un confronto con Aries, e Carelli lo colpì con un low blow.
Il 5 marzo 2022 tornò nella Impact Wrestling all'evento Sacrifice, commentando insieme a Tom Hannifan e Matthew Rehwoldt il match per il titolo TNA World Championship tra Moose e Heath. Il 13 gennaio 2023, al PPV Hard to Kill, si presenta con il suo vecchio ring name Santino Marella, interpretando il ruolo dirigenziale di "Director of Authority". Il 6 aprile a Impact!, viene misteriosamente aggredito nel backstage. Con Sami Callihan come principale sospettato dell'aggressione (come prova iniziatica per la sua ammissione nella stable The Design), il 16 aprile Marella si allea con Dirty Dango e il TNA Digital Media Champion Joe Hendry, in occasione dell'evento Rebellion, per affrontare e sconfiggere la fazione The Design. Il 18 maggio a Impact!, viene svelato che era stato Dango l'aggressore di Marella. A Victory Road Marella appare insieme alla figlia, Arianna Grace. Al PPV NXT Vengeance Day del 15 febbraio 2025, Marella, sempre sotto contratto con la TNA, torna ad apparire in WWE in occasione di un segmento con l'NXT General Manager Ava.

## Vita privata
Il ring name con cui ha deciso di combattere è in onore del WWE Hall of Famer Gorilla Monsoon, anch'egli di origini italiane e il cui vero cognome era appunto Marella.
Il 1º maggio 2008 Carelli è stato arrestato a Tampa per guida in stato di ebbrezza. Il wrestler è stato rilasciato su cauzione qualche ora dopo.
Anthony Carelli ha moltissimi tatuaggi lungo il corpo : un grande leone sulla schiena, Conan il barbaro sul pettorale, un angelo, un dragone ed un cavallo sul braccio destro, vari ideogrammi cinesi, un rise and shine sul braccio sinistro e un dragone ancora sulla gamba destra.
Ha svelato in un'intervista che la sua mossa finale (il Cobra Strike) ha deciso di utilizzarla poiché, nel periodo in cui era in Giappone, un suo amico gli ha mostrato quel gesto con il braccio riscuotendo numerose risate a chiunque lo facesse vedere, così Marella ha deciso di provare sul ring ad introdurre la nuova mossa.
Carelli è proprietario della palestra Battle Arts Academy.
Originario di San Fili (in provincia di Cosenza) da parte della famiglia del padre, Carelli possiede anche il passaporto italiano e ha dichiarato più volte l'amore verso l'Italia, affermando più volte di seguire attentamente le tradizioni italiane e di parlare quanto più possibile l'italiano.

## Risultati nelle arti marziali miste
| Risultato | Record | Avversario     | Metodo     | Evento   | Data            | Round | Tempo | Città |
| --------- | ------ | -------------- | ---------- | -------- | --------------- | ----- | ----- | ----- |
| Sconfitta | 0-1    | Takashi Ishino | KO (pugni) | GCM CanD | 24 ottobre 2004 | 1     | 0:26  | Tokyo |

## Personaggio

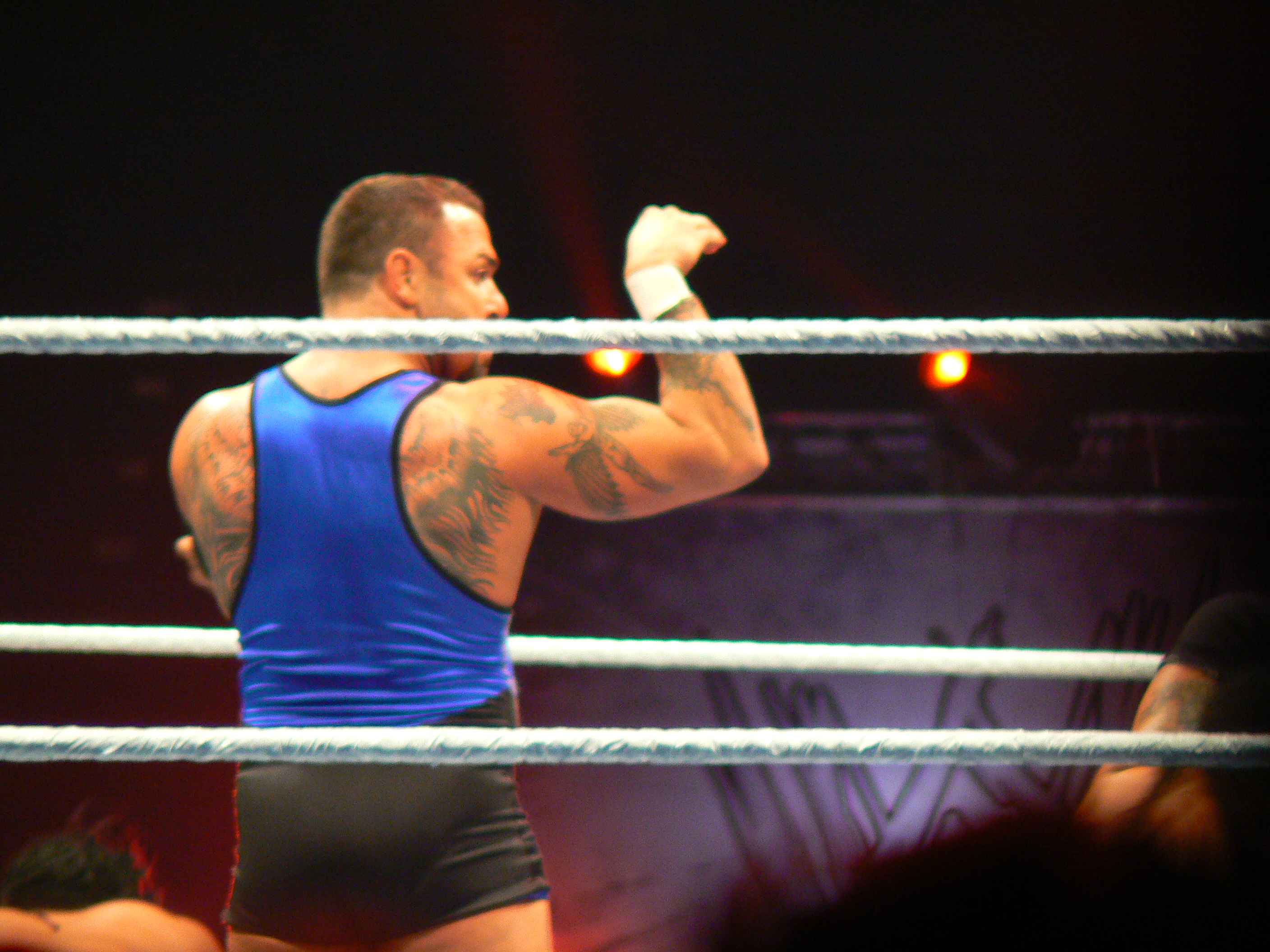
Santino Marella mentre si appresta ad eseguire il Cobra Strike

### Mosse finali
- Cobra Strike (Hand thrust alla gola)[26]
- Santino Stunner (Stunner) – 2010

### Manager
- Beth Phoenix
- Emma
- Maria
- Tamina

### Soprannomi
- "The Italian Stallion"
- "The Milan Miracle"

## Titoli e riconoscimenti
- The Baltimore Sun
  - Newcomer of the Year (2007)
- DDT Pro-Wrestling

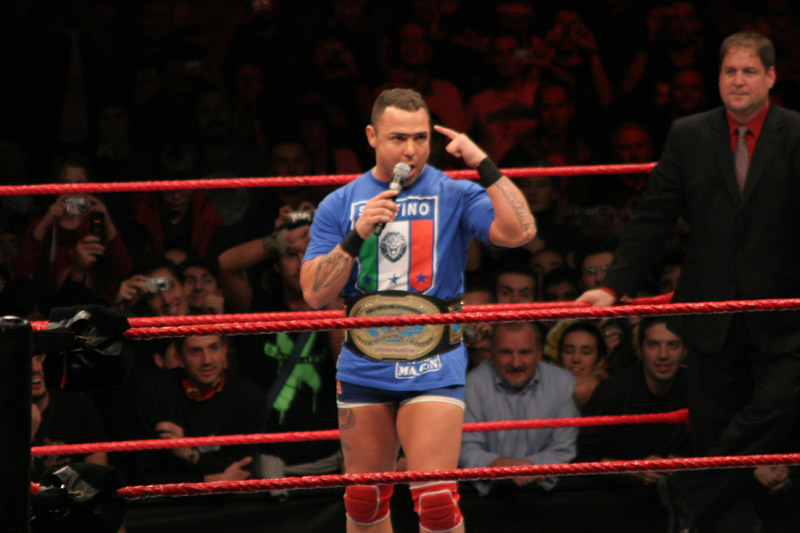
Santino Marella con l'Intercontinental Championship, titolo che ha vinto due volte

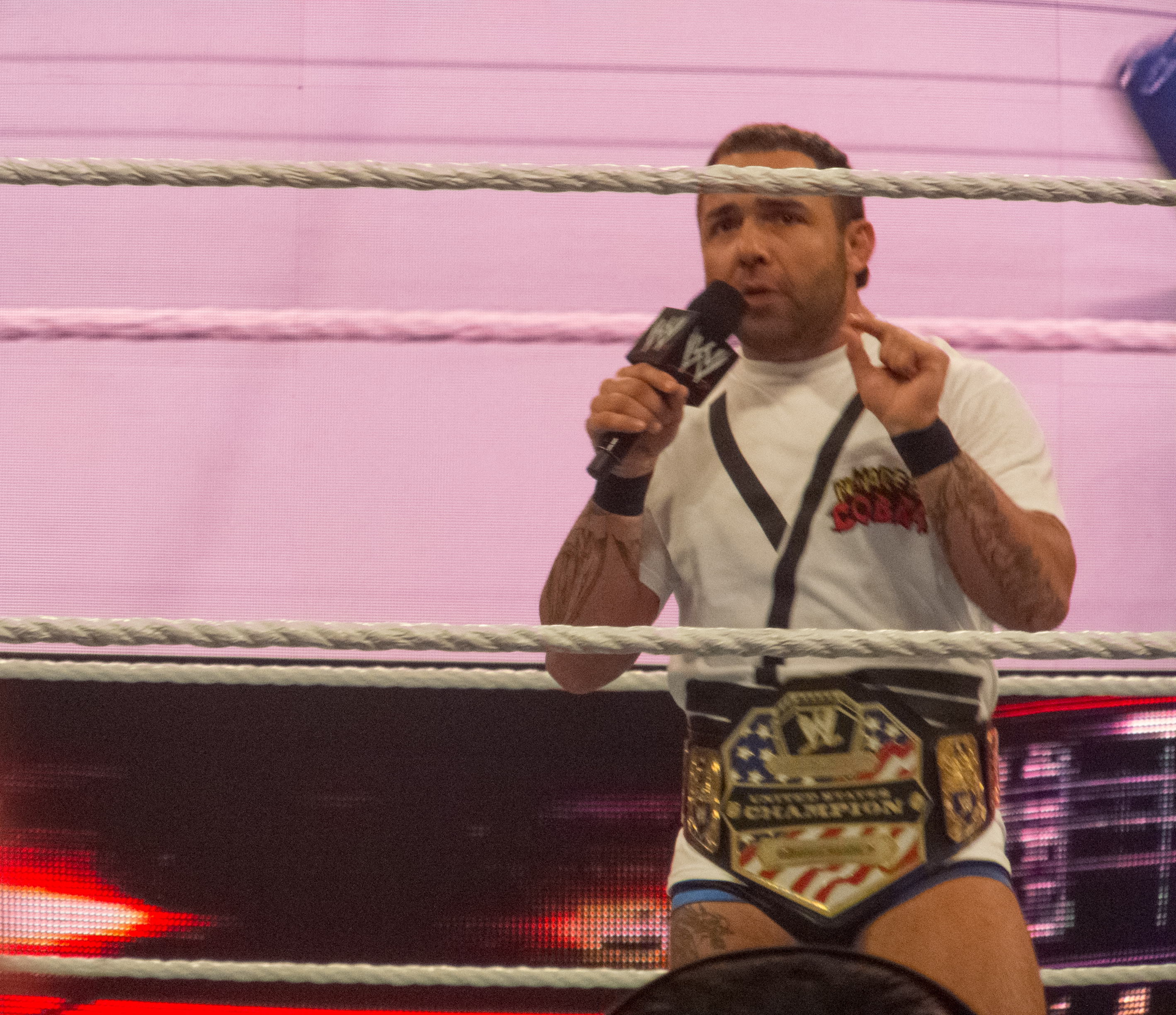
Santino Marella con lo United States Championship, titolo che ha vinto una volta

  - Ironman Heavymetalweight Championship (1)
- Ohio Valley Wrestling
  - OVW Television Championship (2)
- Pro Wrestling Illustrated
  - 60º tra i 500 migliori wrestler singoli nella PWI 500 (2012)
- WWE
  - WWE Intercontinental Championship (2)
  - WWE Tag Team Championship (1) – con Vladimir Kozlov
  - WWE United States Championship (1)
  - Miss WrestleMania (2009)
- Wrestling Observer Newsletter
  - Best Gimmick (2007–2008)
- BestYa Wrestling
  - BestYa Rumble (edizione 2025)

## Filmografia
- Scooby-Doo! e il mistero del wrestling (Scooby-Doo! WrestleMania Mystery), regia di Brandon Vietti (2014)
- La guerra dei papà (Jingle All the Way 2) , regia di Alex Zamm (2014)
- Countdown - Conto alla rovescia (Countdown), regia di John Stockwell (2016)